# Arboucave
Arboucave é uma comuna francesa na região administrativa da Nova Aquitânia, no departamento Landes. Estende-se por uma área de 10,1 km². Em 2010 a comuna tinha 205 habitantes (densidade: 20,3 hab./km²).